# Henri Traoré
Henri Traoré (* 13. dubna 1983) je fotbalový záložník nebo obránce z Burkiny Faso, který je v současné době hráčem ghanského klubu Ashanti Gold SC. Je také reprezentantem Burkiny Faso.

## Klubová kariéra
Henri Traoré začal kariéru v domácím klubu EF Ouagadougou. V roce 2010 odešel do Ghany do klubu Ashanti Gold SC.

## Reprezentační kariéra
V seniorské reprezentaci Burkiny Faso debutoval v roce 2005.
Na Africkém poháru národů 2013 v Jihoafrické republice byl členem burkinafaského týmu, který se probojoval až do finále proti Nigérii, kde podlehl soupeři 0:1.